# Делфинополис
Делфинополис (порт. Delfinópolis) — муниципалитет в Бразилии, входит в штат Минас-Жерайс. Составная часть мезорегиона Юг и юго-запад штата Минас-Жерайс. Входит в экономико-статистический микрорегион Пасус. Население составляет 7131 человек на 2020 год. Занимает площадь 1375 км². Плотность населения — 4,7 чел./км².
Праздник города — 17 декабря.

## История
Город основан 17 декабря 1938 года. 

## Статистика
- ВВП на 2003 год составляет 109 988 738,00 реалов (данные: Бразильский институт географии и статистики).
- ВВП на душу населения на 2003 год составляет 16 846,18 реалов (данные: Бразильский институт географии и статистики).
- Индекс развития человеческого потенциала на 2000 год составлял 0,752 (данные: Программа развития ООН).